# Codex Vercellensis
Er zijn twee Bijbelse handschriften die Codex Vercellensis Evangeliorum "Codex van Vercelli" worden genoemd; beide worden bewaard in de aartsbisschoppelijke bibliotheek van de Italiaanse stad Vercelli, in de Povlakte.

## Oud Latijnse Codex Vercellensis
De Oudlatijnse Codex Vercellensis Evangeliorum, die bewaard wordt in de bibliotheek van de kathedraal, is een paarse perkamenten codex. Het wordt gedateerd in de vierde eeuw en is, voor zover bekend, het oudste Latijnse manuscript van de Evangeliën.
Het wordt aangeduid als "Codex a" (of 3 in het Beuron-systeem). De volgorde van de Evangeliën is in deze Codex: Matteüs, Johannes, Lucas en Marcus. Die volgorde wordt ook aangetroffen in andere oude kopieën van de Westerse tekst, zoals Codex Bezae. De laatste twaalf verzen van het Evangelie volgens Marcus ontbreken. Volgens de traditie is het geschreven in opdracht van bisschop Eusebius van Vercelli.
Het Euthaliaanse apparaat is aanwezig; dit apparaat geeft onder meer een indeling in hoofdstukken.
In het begin van de twintigste eeuw hebben er onderhoudswerkzaamheden plaatsgevonden. Er is in de vroege Middeleeuwen vaak een eed op afgelegd, en daardoor is veel van de inhoud vernietigd of moeilijk leesbaar, zodat we voor de tekst vaak een beroep moeten doen op eerdere redacteuren.

## Eigenschappen van de tekst
In Matteüs 27:9 laat dit handschrift het woord Jeremia weg, zoals ook de Codex Beratinus; dat is 043; Minuskel 33, en de oudlatijnse Codex Veronensis (b), en de Syrische en Koptische vertalingen.
In Lucas 23:34 laat het de volgende woorden weg: "En Jezus zeide: Vader, vergeef het hun, want zij weten niet wat zij doen." Deze weglating wordt ondersteund door de Bijbelse handschriften : Papyrus 75, Codex Sinaiticus, Codex Vaticanus, Codex Bezae, Codex Washingtonianus, Codex Koridethi, 0124, 1241, Codex Bezae(Latijn) en Syrische en Koptische vertalingen.
Het heeft ook een aantal weglatingen die Westerse non-interpolaties worden genoemd.